# Mythologie romaine

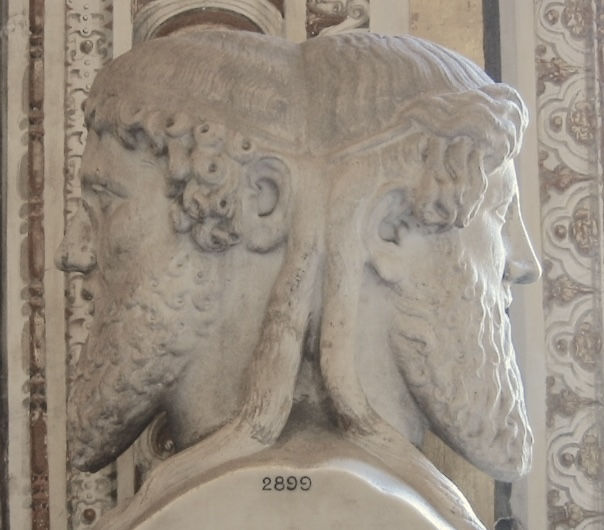
Buste de Janus, dieu romain bifrons

La mythologie romaine ou latine est l'ensemble des légendes et des mythes de la Rome antique.
D'origine indo-européenne, la mythologie romaine a emprunté au fil des siècles des conceptions religieuses et culturelles aux pays qui ont été peu à peu intégrés dans la sphère de Rome : principalement la Grèce, et dans une moindre mesure, l'Égypte.
Les Romains se sont approprié puis ont adapté ces mythologies pour créer un ensemble syncrétique qui se manifeste dans la religion romaine, mais ont également fortement influencé celles-ci en retour.

## Mythologie gréco-romaine

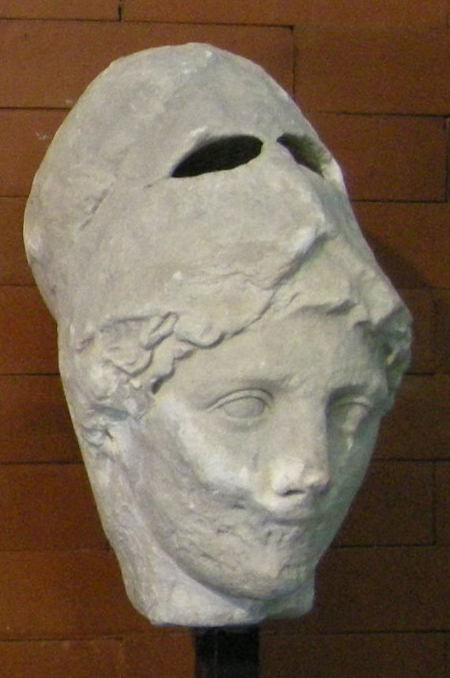
Minerve qui est assimilée à la déesse grecque Athéna.

La majorité des divinités du panthéon romain a très tôt subi l'influence de la Grèce antique et les divinités locales (ou « indigètes »), à quelques rares exceptions, ont souvent été assimilées à leurs homologues grecs. Pour cette raison, les articles consacrés aux dieux romains sont traités avec leurs équivalents grecs. Rome ayant largement assimilé la culture hellénistique, il est difficile de cerner les croyances des premiers Romains. Pourtant, les dieux de Rome ont des noms originaux qui les différencient de leurs homologues grecs : certes, à l'époque impériale, de nombreux dieux romains ont absorbé beaucoup d'attributs de dieux grecs ; néanmoins, l'étude minutieuse des noms romains de ces dieux ainsi que des cultes qui leur sont liés permet parfois de retrouver la nature première de ces anciennes divinités, qui étaient à l'origine proprement italiques. Malgré cette assimilation des Dieux romains, certains conservent tout de même des spécificités qui sont propres à leurs origines, en plus de leurs attributs grecs.

## Mythologie spécifiquement romaine
Si on considère à tort la mythologie romaine comme négligeable par rapport à la mythologie grecque, c'est parce que les mythes romains portent principalement sur l'histoire de Rome, tandis que les mythes grecs sont axés sur les dieux et les héros. Mais malgré l'absence de cosmogonie ou de théogonie d'origine romaine, la mythologie romaine n'en existe pas moins, notamment à travers un grand nombre de récits de fondations de cités. Des chercheurs tels que Georges Dumézil et T. P. Wiseman insistent également sur le fait que les notions de mythe et d'histoire ne sont nullement exclusives l'une de l'autre dans la Rome antique, et qu'il est donc possible de parler de mythologie romaine, même si elle s'est construite en bonne partie sur des récits conçus comme historiques.

« Rome a eu sa mythologie, et cette mythologie nous est conservée. Seulement elle n'a jamais été fantasmagorique ni cosmique : elle a été nationale et historique. 

Tandis que la Grèce et l'Inde développaient en images grandioses ce qu'elles croyaient avoir été la genèse et les temps du monde, les chaos et les créations, l'œuvre et les aventures des dieux organisateurs du « Tout », Rome a prétendu simplement retracer, avec la simplicité de procès-verbaux, ses propres débuts et ses propres périodes, sa fondation et ses progrès, l'œuvre et les aventures des rois qui, croyait-elle, l'avaient successivement formée.

Mais ces récits, datés et situés dans une perspective proche, n'en étaient pas moins en grande partie fictifs et hérités du temps où Rome n'existait pas encore, et ils n'en remplissaient pas moins le même rôle que, chez les Grecs et les Indiens, les récits prodigieux : ils justifiaient, ils authentifiaient les rituels, les lois, les mœurs et toutes les composantes de la société romaine, du caractère et de l'idéal romains ; ils distrayaient aussi les fils de la louve (et il ne faut pas négliger ce service des mythes), tout en les confirmant dans leur estime d'eux-mêmes et dans une belle confiance en leurs destins. 

Pratiquement, c'est dans les deux premiers livres de Tite-Live qu'il faut chercher l'équivalent des théogonies et des cosmogonies d'autres peuples indo-européens. Ainsi lues, toutes ces légendes royales reçoivent un surcroît d'intérêt. »

— Georges Dumézil, Horace et les Curiaces

### Divinités romaines
Les divinités des premiers Romains (numina) ont rapidement disparu en raison de leur caractère abstrait qui s'oppose à l'anthropomorphisme grec. Malgré l'influence hellénistique, plusieurs divinités locales ont subsisté, notamment dans le culte de Janus, de Saturne, de Quirinus et le culte privé de Vesta ou des dieux Lares.

#### Vulcain
Vulcain, identifié au dieu grec Héphaïstos est le dieu forgeron. Ses attributs sont un marteau, une enclume et une tenaille. Ses fonctions sont de protéger contre le feu destructeur et de veiller au feu civilisateur, et son épouse est la déesse Vénus. Vulcain est le seul enfant de Junon et Jupiter. Son corps est difforme, mais, il réussit à épouser Vénus, la déesse de la beauté.

#### Janus et Saturne
Janus est une des seules divinités des premiers Romains ayant subsisté. Profondément lié au mythe de l'âge d'or, Janus serait le roi latin ayant accueilli Saturne lors du règne de celui-ci sur terre. Après la modification du panthéon romain, Janus gardera une place moindre, celle de dieu des passages et de protecteur de Rome en temps de guerre. Saturne, plus tard assimilé à Cronos (à ne pas confondre avec Chronos dieu du temps), est également honoré durant les Saturnales.

#### Quirinus
Dieu archaïque, Quirinus est originellement le protecteur des citoyens romains (les Quirites) et, associé à Jupiter et Mars, fait partie de la triade primitive de la mythologie romaine. Il sera plus tard assimilé à Romulus divinisé.

#### Faunus
Protecteur des troupeaux contre les loups (d'où son second nom Lupercus), il sera honoré durant les Lupercales jusqu'en 496. On parlera ensuite de faunes, pluralité qui les associera aux satyres grecs et qui assimilera Faunus à Pan.

#### Culte du foyer
La plupart des divinités des premiers Romains liées au foyer demeurent dans le culte romain : les Romains vénèrent les Lares et les Pénates, ainsi que les ancêtres morts (mânes). Selon la légende, les Pénates originels proviendraient de Troie. C'est Énée qui, en s'enfuyant avec son père Anchise sur le dos et son fils Iule à la main, les aurait emportés. À Troie, ils avaient, semble-t-il, le même rôle que celui qui leur fut dévolu à Rome. Le culte public de Vesta, plus tard assimilé à Hestia, est également hérité des croyances anciennes (la mère de Romulus et Rémus est une vestale).

### Mythes romains

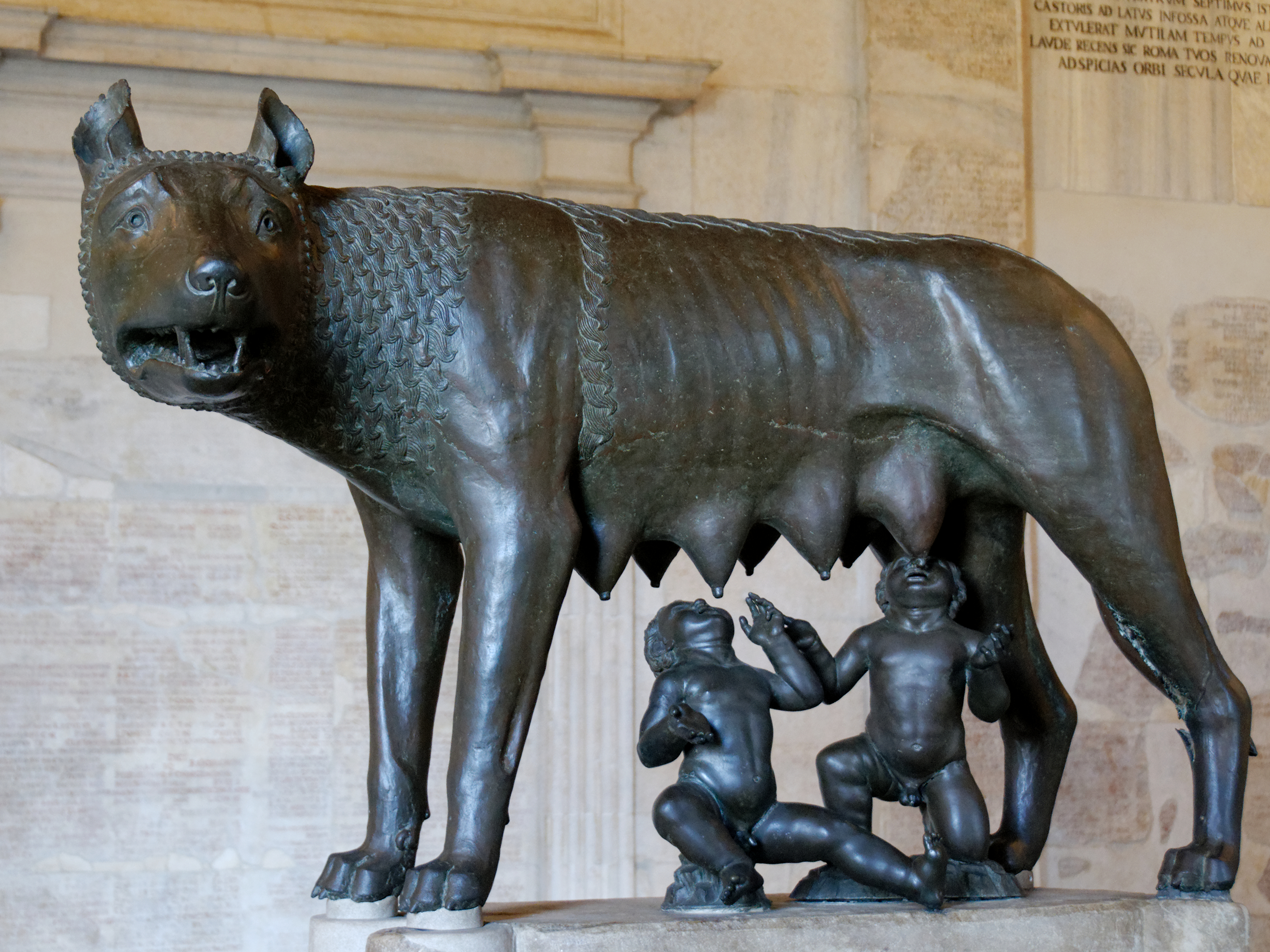
La louve romaine, œuvre médiévale (Romulus et Rémus sont ajoutés au XVe siècle, a la Renaissance).

Rome possède ses propres mythes, souvent liés à sa fondation et à son histoire. Elle assimilera ensuite les mythes grecs mais gardera ses mythes fondateurs au centre de sa culture.

#### Mythe de l'âge d'or
La période de l'âge d'or, également appelée « règne de Saturne » est la période durant laquelle Saturne, détrôné par son fils, Jupiter, fut accueilli en Italie par le roi Janus avec qui il partagea le pouvoir. Cette période fut marquée par une prospérité et une équité absolues : les hommes vivaient de cueillette sans avoir à travailler, ne connaissaient pas la guerre et vivaient en harmonie avec les dieux et la nature. Les cultes de Saturne et de Janus viennent de cette légende.
Le mythe d'Énée fait partie des légendes de la fondation de Rome. Il décrit le voyage d'Énée depuis sa fuite de Troie jusqu'à son arrivée dans le Latium. Commandée par Auguste à Virgile, l'Énéide a surtout pour but de montrer le caractère divin de Rome et l'ascendance divine de la gens Julia (à laquelle appartient Auguste). La légende donne également à Rome une revanche sur la Grèce en montrant que Troie n'a pas été détruite mais qu'au contraire, les survivants ont fondé une cité puissante capable de l'anéantir. Cette perspective de propagande laisse penser que Virgile a remodelé la légende afin de satisfaire les demandes d'Auguste, mais l'épopée s'appuie d'abord sur la tradition qui donnait pour ancêtres au peuple romain Énée et les derniers Troyens.

#### Rémus et Romulus
Cette légende, probablement la plus célèbre de la mythologie romaine et narrée de nombreuses fois par les auteurs latins, est à l'origine des institutions romaines : le meurtre de Rémus par Romulus montre la prédominance de la patrie sur les liens du sang, l'enceinte (pomœrium) de Rome tracée par Romulus, demeurera sacrée (sauf pour les triomphes). La légende donne également une origine divine à Rome, Mars étant le père des jumeaux.

#### Les légendes de l'histoire de Rome
Les nombreuses légendes qui entourent l'histoire de Rome consolident de même les institutions romaines. Elles sont racontées aux jeunes romains et constituent la seule littérature enfantine de l'époque. Certaines vantent la uirtus latine (vertu et courage), ce sont les exempla ; d'autres expliquent la fondation de Rome, ce sont les mythes fondateurs. On peut citer parmi les plus célèbres celles de l'enlèvement des Sabines, de Tarpéia (peine de mort pour les traîtres), de Clélie, d'Horatius Coclès et de Mucius Scaevola, de Lucrèce (fin de la royauté à Rome) et celle du combat des Horaces et des Curiaces.

## Articles consacrés aux divinités romaines
Il est important de préciser certains points avant d'aborder cette liste d'articles consacrés aux divinités romaines. Tout d'abord, les dieux et déesses présentés comme « équivalents » d'un dieu grec ne le sont que par syncrétisme, et possédaient avant cela des caractères propres et souvent très différents de leurs homologues grecs. Cependant, l'influence de la culture grecque a fait que de nombreux dieux romains, dont la figure originelle nous est aujourd'hui difficile à entrevoir, ont récupéré les attributs de dieux grecs et en sont devenus les stricts homologues. Ainsi dans les articles sur les dieux romains, ce sont souvent les attributs de dieux grecs qui leur sont associés, tant la confusion a profondément influencé la culture populaire. Certes, les dieux romains de l'époque impériale avaient acquis une ressemblance indéniable avec les dieux grecs, mais il faut garder à l'esprit que les premiers avaient eu leur signification propre avant cette association, et sont donc largement plus que de pâles copies. La mythologie romaine, particulièrement dans le cadre du culte impérial, possédait de nombreuses « vertus », personnifications divines de vertus associées aux empereurs déifiés :
- Abondance (Abundantia, æ) : personnification de l'abondance ;
- Angita : déesse de la Guérison et de la Sorcellerie ;
- Annone (Annona, æ) : personnification de l'approvisionnement ;
- Aurore : déesse de l'aurore ;
- Bacchus : dieu de la vigne, de la fête (les Bacchanales) et de l'ivresse (translitération d'une épithète du dieu grec Dionysos) ;
- Bellone : déesse de la guerre ;
- Bonus Eventus : personnification de la bonne fortune et de la chance ;
- Cerbère : protecteur de la porte des Enfers ;
- Cérès : déesse des saisons et de l'agriculture (équivalent de Déméter chez les Grecs) ;
- Clémence (en) (Clementia, æ) : déesse du pardon ;
- Concorde (Concordia, æ) : personnification ;
- Constance (Constantia, æ) : personnification ;
- Cupidon : dieu de l'amour (équivalent d'Éros chez les Grecs) ;
- Cybèle : déesse de la Fécondité (divinité d'origine phrygienne) ;
- Diane : déesse de la chasse et de la Lune (équivalent d'Artémis chez les Grecs) ;
- Discorde : déesse mère de tous les fléaux (équivalent d'Éris chez les Grecs) ;
- Équité (Æquitas, Æquitatis) : personnification de l'équité ;
- Esculape : dieu de la médecine (équivalent d'Asclépios chez les Grecs) ;
- Éternité (Æternitas, Æternitatis) : personnification divine de l'éternité ;
- Les Faunes : demi-dieux champêtres et forestiers, associés au culte de Bacchus ;
- Faunus : dieu des bergers d'Arcadie, divinité de la fécondité, puis incarnation de l'Univers ;
- Fama : déesse de la renommée et des ragots ;
- Fécondité (en) (Fecunditas, Fecunditatis) : personnification ;
- Félicité (Felicitas, Felicitatis) : personnification de la joie ;
- Fidélité (Fides) : personnification ;
- Fortune (Fortuna, æ) : personnification de la chance ;
- Génie (Genius) : personnification des génies et des esprits ;
- Hilarité (Hilaritas, Hilaritatis) : personnification de l'allégresse ;
- Honos (en) : personnification de l'honneur ;
- Indulgence (Indulgentia, æ) : personnification ;
- Iris : personnification de l'arc-en-ciel ;
- Janus : dieu des passages ;
- Junon : reine des dieux, protectrice des femmes mariées (équivalent d'Héra chez les Grecs) ;
- Jupiter : roi des dieux et dieu du ciel (équivalent de Zeus chez les Grecs) ;
- Justice (Justitia, æ) : personnification ;
- Juventas : déesse de la jeunesse ;
- Lætitia (Lætitia, æ) : personnification de la joie et du bonheur ;
- Latone : mère de Phébus et de Diane (équivalent de Léto chez les Grecs) ;
- Liberalitas : personnification de la liberté et de la générosité ;
- Liberté (Libertas, Libertatis) : personnification de la liberté ;
- Libitina : déesse des funérailles ;
- Luna : déesse de la Lune, associée à Diane (équivalent de Séléné chez les Grecs) ;
- Lupercus : dieu des troupeaux ;
- Mars : dieu de la guerre, du combat (équivalent d'Arès chez les Grecs) ;
- Mater Matuta : déesse marine bienfaisante ;
- Mercure : messager des dieux (équivalent d'Hermès chez les Grecs) ;
- Minerve : déesse de l'artisanat et de la sagesse (équivalent d'Athéna chez les Grecs) ;
- Monnaie (Moneta, æ) : personnification ;
- Mors : dieu de la Mort ;
- Neptune : dieu des mers et des océans (équivalent de Poséidon chez les Grecs) ;
- Noblesse (Nobilitas, Nobilitatis) : personnification ;
- Nox : déesse de la nuit (équivalent de Nyx chez les Grecs) ;
- Ops : personnification de la richesse et de l'abondance ;
- Orcus : démon des Enfers ;
- Patience (Patentia, æ) : personnification ;
- Paix (Pax, Pacis) : personnification ;
- Phébus ou Phoebus : dieu du chant, de la musique, de la poésie, de la purification, de la guérison, de la lumière et du Soleil (équivalent d'Apollon chez les Grecs) ;
- Piété (Pietas, Pietatis) : personnification ;
- Pluton : dieu des Enfers (équivalent d'Hadès chez les Grecs) ;
- Mutinus Mutunus ou Priape : dieu protecteur des vergers et des vignobles, personnification de la virilité ;
- Proserpine : reine des Enfers (équivalent de Perséphone chez les Grecs) ;
- Providence (en) (Providentia, æ) : personnification ;
- Pudicitia : personnification de la modestie et de la chasteté ;
- Quirinus : forme divinisée de Romulus ;
- Salus : déesse de la santé ;
- Saturne : roi des Titans (équivalent de Cronos chez les Grecs) ;
- Sécurité (en) (Securitas, Securitatis) : personnification ;
- Sol : ancien dieu-soleil, équivalent d'Hélios ;
- Somnus : dieu du sommeil (équivalent d'Hypnos chez les Grecs) ;
- Spes : personnification de l'espoir ;
- Sylvanus : dieu de la forêt dans la mythologie romaine ;
- Tellus : déesse personnifiant la Terre en formation. Elle est l'ancêtre maternel des dieux et de monstres ;
- Terminus : dieu des frontières ;
- Terra : déesse-mère, personnification de la Terre (équivalent de Gaïa chez les Grecs) ;
- Trivia : déesse de la magie (équivalent romain d'Hécate) ;
- Uberitas ou Ubertas : personnification de la fertilité ;
- Uranus : personnification du Ciel (équivalent d'Ouranos chez les Grecs) ;
- Vénus : déesse de la beauté et de l'amour ; Vénus Victrix sa déclinaison « victorieuse » (équivalent d'Aphrodite chez les Grecs) ;
- Vesta : déesse protectrice du foyer (équivalent d'Hestia chez les Grecs) ;
- Victoire (Victoria, æ) : personnification, déesse de la puissance des armées romaines ;
- Virtus : personnification de la vertu et du courage ;
- Vulcain : dieu du feu et du fer, forgeron des dieux (équivalent d'Héphaïstos chez les Grecs).

### Divinités spéciales
En 1896, Hermann Usener publie une étude sur les dénominations des divinités, et relève bien d'autres noms, liés à des rites agricoles de Sondergötter : Vervactor, Reparator, Imporcitor, Occator, Subruncinator, Messor, Sternculinius...

## Citation
« Les dieux sont cruels mais relativement tolérants. C'est précisément ce qui les rendra vulnérables aux missionnaires chrétiens. »

— Poul Anderson, La Rançon du temps (2008)